# Ängesån
Der Ängesån (tornedalfinnisch: Vettänen) ist ein Fluss in Norrbottens län im schwedischen Teil Lapplands.
Der etwa 180 km lange Ängesån ist der zweitgrößte Nebenfluss des Kalixälven.
Er hat seinen Ursprung im See Vettasjärvi.
Bis zum Zusammenfluss mit dem Valtiojoki trägt der Fluss auch die Bezeichnung Vettasjoki.
Der Ängesån fließt in überwiegend südöstlicher Richtung und mündet bei Överkalix in den von Norden kommenden Kalixälven.
Wichtigste Zuflüsse des Ängesån sind Linaälven und Bönälven.
Letzterer wird über den Tvärån zum Ängesån hin entwässert.
Der Ängesån ist noch nicht vom Ausbau der Wasserkraft betroffen.